# 2003年伊朗城鄉議會選舉
2003年伊朗城鄉議會選舉在2003年2月舉行，這是伊朗總統哈塔米在1999年將公民社會的概念引入草根階層後第二次進行的地方選舉。905個市議會及34,205個鄉議會透過這次選舉產生。在德黑蘭及一些主要的城市，所有原本由改革派控制的議席被保守派奪回，原因是許多選民都選擇放棄投票。德黑蘭只有12%選民投票。

## 註腳
1. ↑  Kjetil Selvik、Stig Stenslie. . Stability and Change in the Modern Middle East. 2011年: 第71頁. ISBN 1848855893 （英语）.